# Castelo Ardgowan

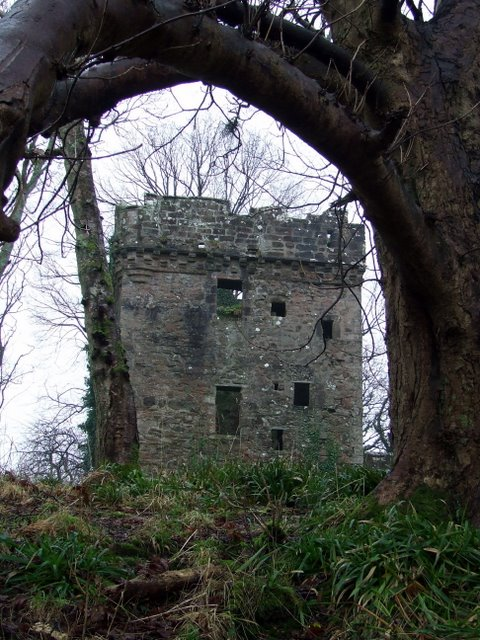
Castelo Ardgowan, Escócia.

O Castelo Ardgowan (em língua inglesa Ardgowan Castle) é um castelo localizado em Inverkip, Inverclyde, Escócia.
Encontra-se classificado na categoria "B" do "listed building" desde 10 de junho de 1971.